# Carlos de la Rosa Hernández
Carlos de la Rosa Hernández (Camajuaní, 28 de septiembre de 1869-La Habana,  10 de febrero de 1933) fue un militar y político cubano, vicepresidente de Cuba entre 1925 y 1928.

## Biografía
Nació en Camajuaní, en la provincia de Las Villas, el 28 de septiembre de 1869. Fue coronel del Ejército Mambí y combatió en su provincia natal durante la Guerra Necesaria (1895-1898) por la independencia de Cuba.
Una vez establecida la República de Cuba, fue senador durante varios años. Miembro del Partido Liberal de Cuba, fue elegido vicepresidente de la República de Cuba junto al presidente Gerardo Machado para el período 1925-1929, pero renunció a su cargo en 1928, al oponerse a los afanes reelectorales de Machado.
Apartado de la política en sus últimos años, falleció de causas naturales en La Habana, el 10 de febrero de 1933. Meses después, la dictadura de Machado fue derrocada por una huelga general, el 12 de agosto de 1933.